# سديم الإطار الاحتياطي
سديم الإطار الاحتياطي أو IC 5148 هو سديم كوكبي يقع على بعد درجة واحدة غرب نجم لامدا الكركي في كوكبة الكركي، اكتشفه عالم الفلك الاسترالي والتر جيل في عام 1894، يبعد حوالي 3000 سنة ضوئية ويتوسع بمعدل 50 كيلو متراً في الثانية.